# لازارواتس (کروشواتس)
لازارواتس (به صربی: Lazarevac) یک منطقهٔ مسکونی در صربستان است که در کروشواتس واقع شده‌است. لازارواتس ۶۷۱ نفر جمعیت دارد.